# Elsi Ribeiro
María Elsi Ribeiro (León, 1972), también conocida como María Elsi y Elsi Rider, es una motorista, viajera y aventurera española. Es la segunda mujer del mundo y primera de España que realiza sola una ruta en moto por Irán, país que prohíbe esta práctica a las mujeres.

## Biografía
De ascendencia gallega, ha vivido en Luanco, Gijón y Oviedo, en Asturias. Su pasión por las motos se inició cuando contaba con 12 años. Es economista y restauradora de obras de arte. En 2010, a consecuencia de una negligencia médica, sufrió un fallo multiorgánico por el que casi fallece y que la dejó un mes en coma. Al recuperarse, se planteó el reto de realizar un viaje en moto desde Asturias a la India.

## Expediciones
En 2016, su aventura en solitario de viajar desde España a la India en moto, la convirtió en la primera española conocida en atravesar, sola y en este vehículo, el territorio de Irán, país donde las mujeres tienen prohibido conducir motos. Es la segunda mujer, conocida, que realiza esta hazaña, tras la inglesa Lois Pryce en 2013. Recorrió casi 18.000 kilómetros en 50 días sobre su BMW F 700 GS, llamada Lusi en honor a sus dos perras labradoras Luka y Sira y que le hacía tener confianza en el éxito. El viaje se inició el 22 de septiembre de 2016 y concluye al regresar el 11 de noviembre.

Ribeiro inicia la ruta en Gijón, Asturias, viaja hasta la región india de Rajastán y vuelve. Sale en dirección a Barcelona, y de ahí a Italia, Grecia, Turquía, Irán e India, su destino final. Inicialmente, incluía el paso por Pakistán, pero lo descartó por problemas con los visados y por la peligrosidad que implicaba así que tuvo que ir en avión de Irán a la India. Considera que la ventaja de viajar en moto es que, socialmente, se interactúa mucho más y acerca a la gente, que se extraña bastante al ver a una mujer viajando sola. Durante el trayecto es continuamente fotografiada, sobre todo en Irán, dado que en este país es poco habitual ver motos de gran cilindrada, más aún, conducidas por mujeres ya que tienen prohibida esta práctica.Ribeiro llamaba la atención de la población, más en Asia que en Europa. Entre las anécdotas del viaje, Ribeiro relata que, en un control fronterizo en Irán, los funcionarios le preguntaban continuamente dónde estaba su marido. También describe: 
"Cuando, ya en el viaje de vuelta, en medio de un temporal de frío y nieve que me sorprendió en las proximidades de la frontera de Irán y Turquía, cerca del Monte Ararat, la moto y yo nos fuimos al suelo en tres ocasiones debido a una capa de hielo de diez centímetros que hacía imposible mantenerse en pie. El resto de conductores pitaba y se burlaba de mí. Sentí tanta impotencia que me di la vuelta y les grité en español 'no porque pitéis más voy a levantar la moto'. Entonces se acerca un señor de esos a los que, por su aspecto, no le pediría ni la hora. Me ayuda a levantar la moto y a llevarla hasta un local donde me invita a tomar té. Era un sitio oscuro de esos a los que tampoco entraría nunca, lleno de hombres que se quedaban mirándome. Me traen té, pero no podía sostener el vaso del frío que tenía. Entonces me derrumbé y lloré como una niña. Ese momento de debilidad fue el único de todo el viaje". 
Ribeiro vivió el viaje como una experiencia buena y positiva, con predisposición optimista ante la aventura y por la confianza depositada en su moto. En el camino, únicamente encontró a una pareja española (periodistas de Asturias con quienes coincidió en Irán) y, en cambio, si a mucha población francesa (le llamó la atención una pareja que daba la vuelta al mundo en bicicleta). Con el resto de personas viajeras y nativas, se entendía en "spanglish". "En los 50 días que duró la aventura, mantuve a raya la sensación de soledad y de inseguridad, nunca tuve miedo. Al contrario, encontré gente amable, acogedora y dispuesta a ayudarme en los momentos difíciles, que los hubo".
Ribeiro no tuvo problemas con la comida; tampoco con la gasolina, que le pareció buena y barata, lo que le permitió ir más rápido. Su modo conservador de conducir le evitó sustos al volante. En cambio, mientras rodaba, sufrió enormes variaciones climatológicas, con temperaturas de -12 grados celsius en Turquía hasta 47 grados celsius en el Golfo Pérsico.
En su viaje ha descubierto Irán, país que ha recorrido de punta a punta. Destaca sus espectaculares paisajes y la amabilidad de su gente. En cambio, la India le dejó un sabor agridulce: "Quizá porque mis expectativas eran muy elevadas. En realidad, no encontré el misticismo y exotismo que esperaba. Los colores, la puesta de sol... son impresionantes, pero en la zona que yo visité, muy turística, te ven como un dólar con piernas y llega a resultar agobiante".
Al terminar su objetivo de llegar en moto a la India, que se había marcado como reto al salir del coma en 2010, Ribeiro comienza a planificar nuevos retos: prepara un nuevo en viaje en moto, esta vez a Armenia.

### Recorriendo el Cáucaso en moto
En 2017, siguiendo con su forma de ver la vida, tras la terrible negligencia médica, decide cumplir su siguiente sueño, ir a Armenia en su BMW, pero al final fue más allá y recorrió el Cáucaso (Georgia, Armenia y Azerbaiyán), aparentemente una zona poco estable pero que no supuso ninguna dificultad. Una zona de grandes contrastes. Incluso terminó sin darse cuenta en Nagorno Karabaj.
Actualmente continúa colaborando en temas de seguridad vial, sobre todo en colegios y dando conferencias sobre sus viajes, pero con un mensaje motivador: "Cuando tienes un sueño, pones esfuerzo y ganas en hacerlo, termina convirtiéndose en realidad, porque los sueños están para cumplirse o al menos intentarlo".